# 野尻学荘
野尻学荘（のじりがくそう）は、公益財団法人東京YMCA（キリスト教青年会）が毎年夏季に主催するキャンプであり、日本の組織キャンプ史上、最初の少年長期キャンプとされる。

## 概要
1932年に開始され、戦中戦後の混乱期を除き、現在まで継続している男子少年を対象とした組織キャンプ。東京YMCAによって主催され、毎年8月に長野県の野尻湖畔で行われている。アメリカでデューイに学んだ実業家の小林弥太郎によって始められた。当初は中高生男子のみを対象に5週間で行われていたが、現在は小学校5年生まで対象を拡大し、13泊14日のプログラムで実施されている。
日本における野外教育実践の草分けの1つであり、キリスト教精神、進歩主義教育思想に基づき、青少年の興味活動やグループ経験を重視する手法は、その後の国内の様々な野外教育実践に影響を与えている。また、財界人や文化人など、著名人を数多く輩出している。

## 参加経験のある主な著名人
- 大塚信一 - 元岩波書店代表取締役社長[2]
- 氏家純一 - 野村ホールディングス代表取締役会長[2]
- 村井純 - 慶應義塾大学環境情報学部教授（日本のインターネットの父）[2]
- 森本晴生 - 学校法人新渡戸文化学園学園長（新渡戸文化短期大学教授）[2]
- 小室等 - フォークシンガー, 元六文銭[2]
- 本橋成一 - 写真家, 映画監督[2]
- 村井邦彦 - 作曲家[2]
- 渡辺裕太 - 俳優（渡辺徹と榊原郁恵夫妻の長男）[2]